# Агрооним

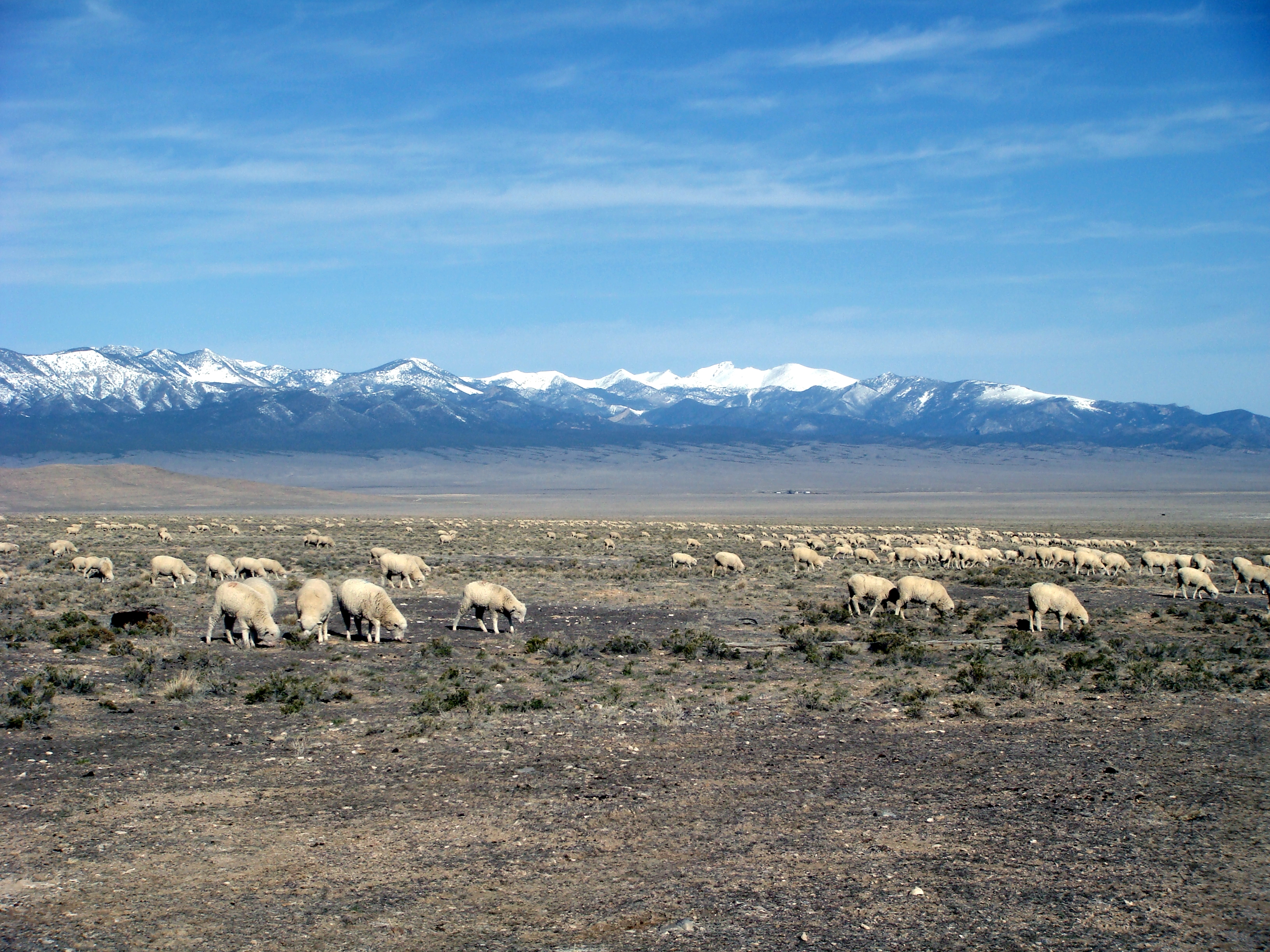
Овцы на выгоне

Агроо́ним (от др.-греч. άγρος «поле, пашня» + ὄνομα «имя, название») — вид топонима для обозначения названий земельных возделанных участков — пашен, полей и других сельхозугодий. Термин разработан и представлен в Словаре русской ономастической терминологии Н. В. Подольской в 1988 году.

## Примеры агроонимов
- Никитина полоса
- Круглое поле
- Поле к ручью
- Десятинное поле
- Монастырское поле